# Chiesa di San Maurizio degli Agostiniani
La chiesa di San Maurizio degli Agostiniani (in francese: église Saint-Maurice des Augustins) è un luogo di culto cattolico di Friburgo, in Svizzera.

## Storia
Il convento sorse a Friburgo nel quartiere di Auge verso la metà XIII secolo, potendo contare sull'appoggio dei Velga, potente famiglia friburghese del Tardo Medioevo. I Velga mantennero a lungo l'avogadria (vale a dire la difesa degli interessi temporali) del convento ed avevano nella chiesa loro cappella funeraria. La chiesa annessa al convento, dedicata a San Maurizio, fu terminata nel 1311.
La comunità eremitana rimase di dimensioni modeste (con non più di 20 frati) fin verso la fine del XVI secolo, quando per iniziativa del priore Hans Ulrich Kessler il convento conobbe una nuova prosperità, che consentì nel 1580-83 la costruzione della casa priorale (ala nord del convento) e successivamente il restauro della chiesa. Fu in quel periodo che si cominciò ad arricchire il patrimonio artistico della chiesa, a cominciare dalla acquisizione dell'imponente retablo dell'altare maggiore. Nel 1684 la chiesa venne dotata di una nuova facciata con portico. Nel XVIII secolo tutto il complesso conventuale subì nuove trasformazioni, anche se poi, nel 1846, il convento fu soppresso. Oggi i locali del convento sono proprietà dello Stato e adibiti a funzioni pubbliche; la chiesa dal 1872 svolge funzioni di parrocchiale.

## Descrizione

### Arte e architettura

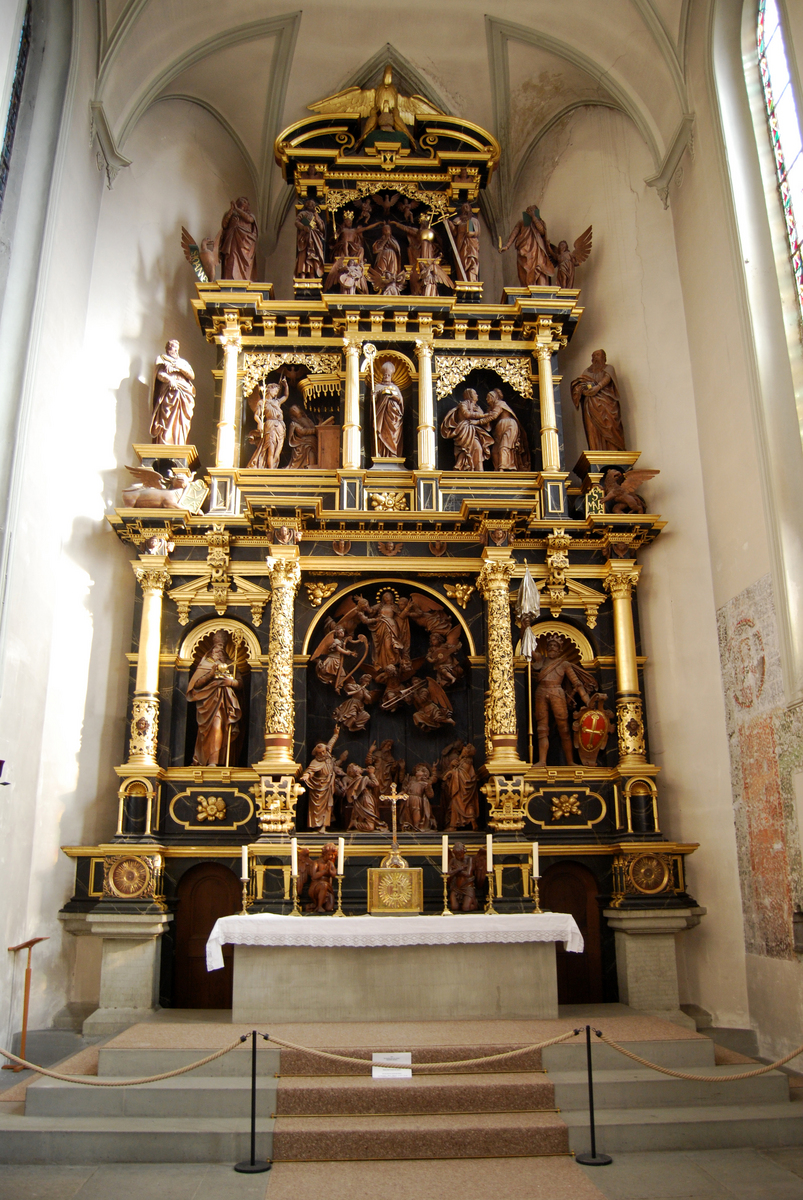
Retablo di Peter Spring

La chiesa, dedicata a san Maurizio, presenta in facciata un pronao con sei arcate sormontata da una galleria racchiusa da una parete à colombages (ossia con intelaiatura a traliccio). La facciata a salienti lascia intendere la suddivisione interna in tre navate. L'aspetto piuttosto sobrio dell'esterno contrasta, all'interno, con la ricchezza dell'arredamento barocco.
Al termine della navata centrale, composta da quattro campate con archi longitudinali sostenuti da robuste colonne, campeggia all'interno dell'abside l'imponente è il retablo dell'altare maggiore (1593-1602) dovuto all'intagliatore Peter Spring coadiuvato dal fratello Jacob, capolavoro dell'arte manierista (o meglio, protobarocca) svizzera. L'opera in legno intagliato, dorato o dipinto a finto marmo, si dispiega su tre livelli ricchi di colonne, nicchie e statue, per una altezza di 13,5 metri; sono ben 46 sono le statue che vi trovano posto.
Il retablo firmato da Peter Spring dovette esercitare notevole influenza sulla bottega frisburghese della famiglia Reyff.
Ad opera della bottega dei Reyff sono stati realizzati due retablo collocati sulle pareti che affiancano l'arco santo, notevoli per la qualità delle statue che occupano le nicchie tra le colonne tortili. Opera di Jean-François Reyff è la statua della Madonna dei sette dolori (1650 ca.) nella navata destra. In una nicchia della stessa navata laterale trova posto un affresco con la Deposizione in stile manierista (1591).

### Organo a canne
Sulla cantoria in controfacciata, si trova l'organo a canne; questo, costruito nel 1764 da Joseph Anton Moser, è stato modificato nel 1813 da Aloys Moser ed in seguito frutto di altre modifiche; tra il 1985 e il 1987, è stato ricondotto dalla ditta organaria svizzera Mathis Orgelbau alle caratteristiche assunte dopo il restauro del 1813.
Lo strumento è a trasmissione integralmente meccanica, con consolle a finestra avente due tastiere di 54 note ciascuna e pedaliera di 30 note. Dispone di 26 registri.

## Galleria d'immagini

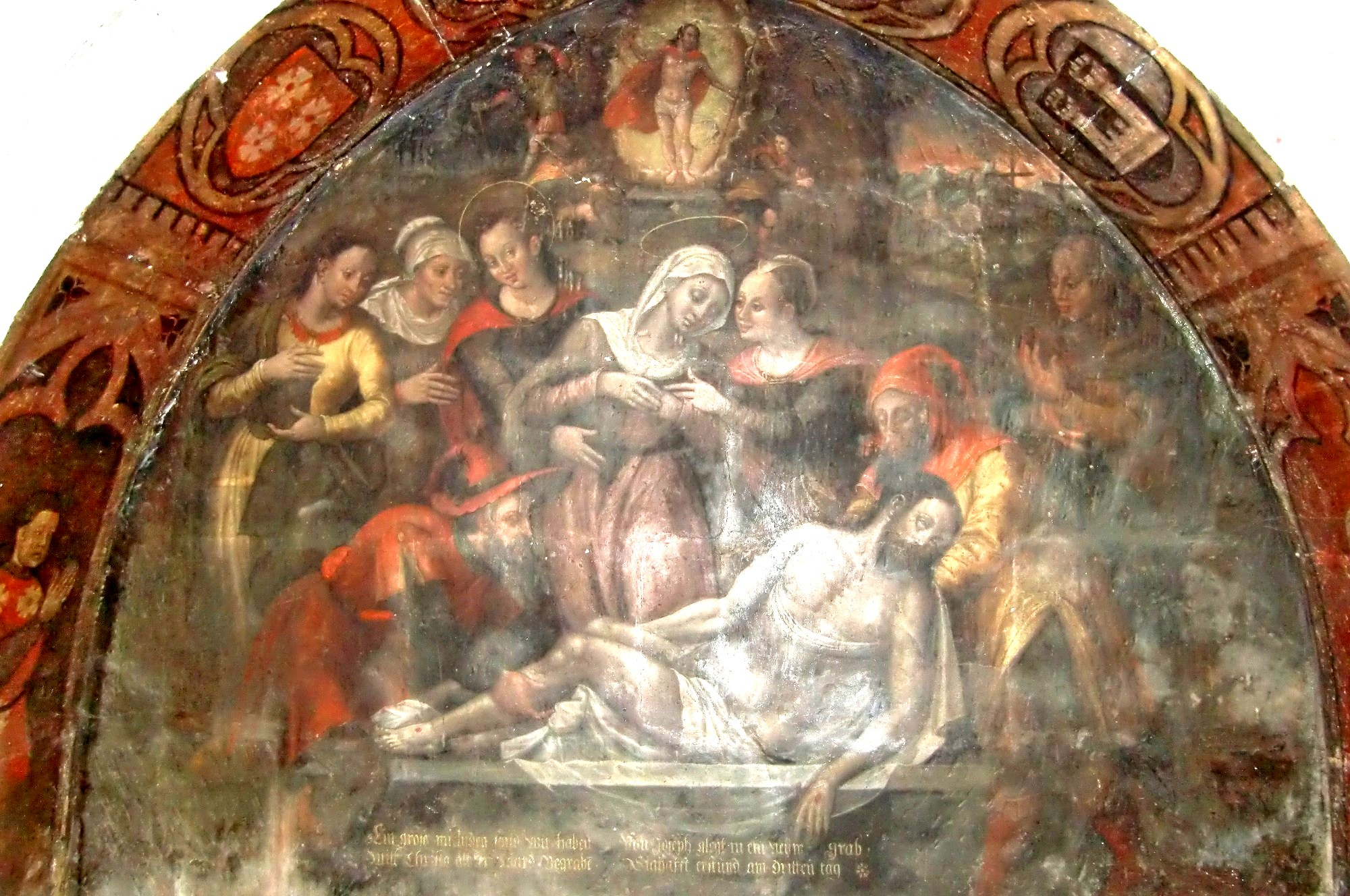
Pittore ignoto, Deposizione, 1591
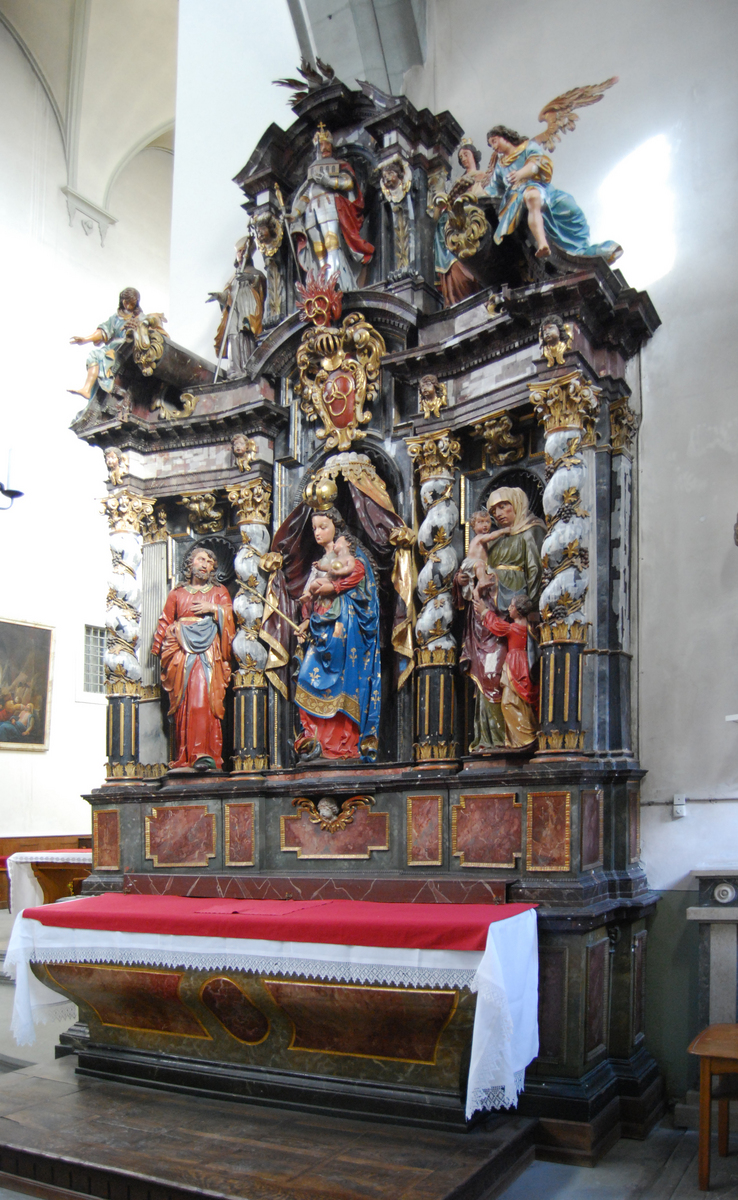
Bottega dei Reyff, Retablo di Nostra Signora, seconda metà del XVII secolo
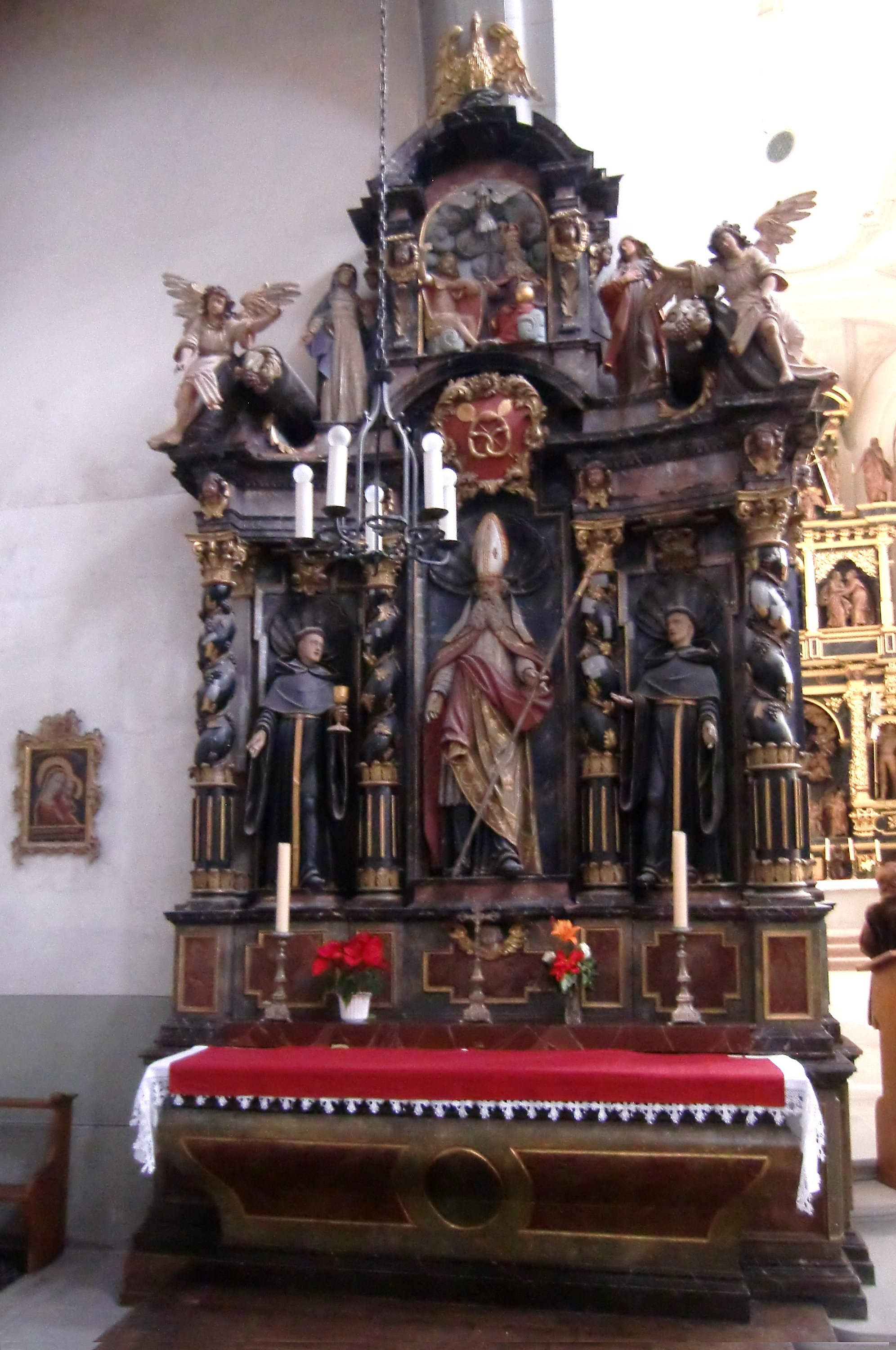
Bottega dei Reyff, Retablo di Sant'Agostino, seconda metà del XVII secolo
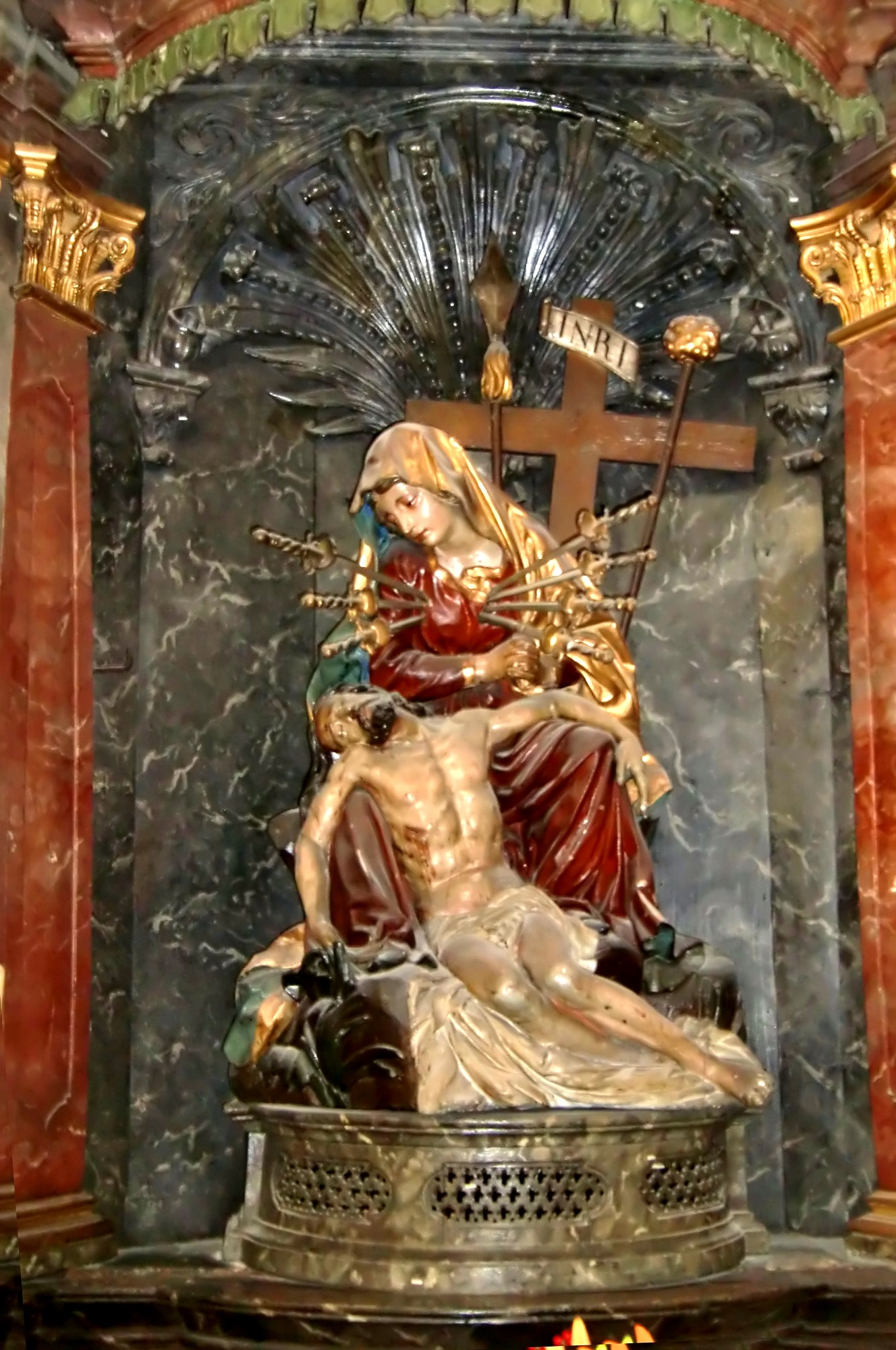
Jean-François Reyff, Madonna dei sette dolori, 1650 circa